# Bellary
Bellary ou Ballari est une ville de l'État du Karnataka en Inde, chef-lieu du district éponyme.

## Économie
Bellary possède un aéroport (code AITA : BEP).